# إيلاند أم كيه7
إيلاند أو إيلاند أم كيه7 (بالإنجليزيّة: Eland MK7) هي عربة مُصفَّحة خفيفة جنوب أفريقيّة تم تصميمها للاستطلاع بعيد المدى اعتمادًا على تصميم المُصفَّحة بنهارد إيه إم إل. وهي بنوعين إما بمدفع هاون مقاس 60 مليمتر أو مدفع دينيل مقاس 90 مليمتر على هيكل مضغوط جدًا.
على الرغم من كونها مُصفَّحة خفيفة، إلا أن محركها الدفع الرباعي الدائم يجعلها أسرع على الأراضي المستوية من العديد من الدبّابات.

## تاريخ
تم تطوير هذه المُصفَّحة لقوات الدفاع الجنوب أفريقيّة مع اكتمال النماذج الأوليّة في عام 1963، في أول برنامج رئيسي للأسلحة في جنوب إفريقيا منذ الحرب العالمية الثانية. وقد تم تصنيع 1600 نموذج للاستخدام الداخلي والتصدير بحلول عام 1991، حيث تم استخدامها في كثير من الصراعات والحروب الأهليّة في أفريقيا، وكانت المغرب وزيمبابوي من بين أكثر المشغّلين لها.

## صور

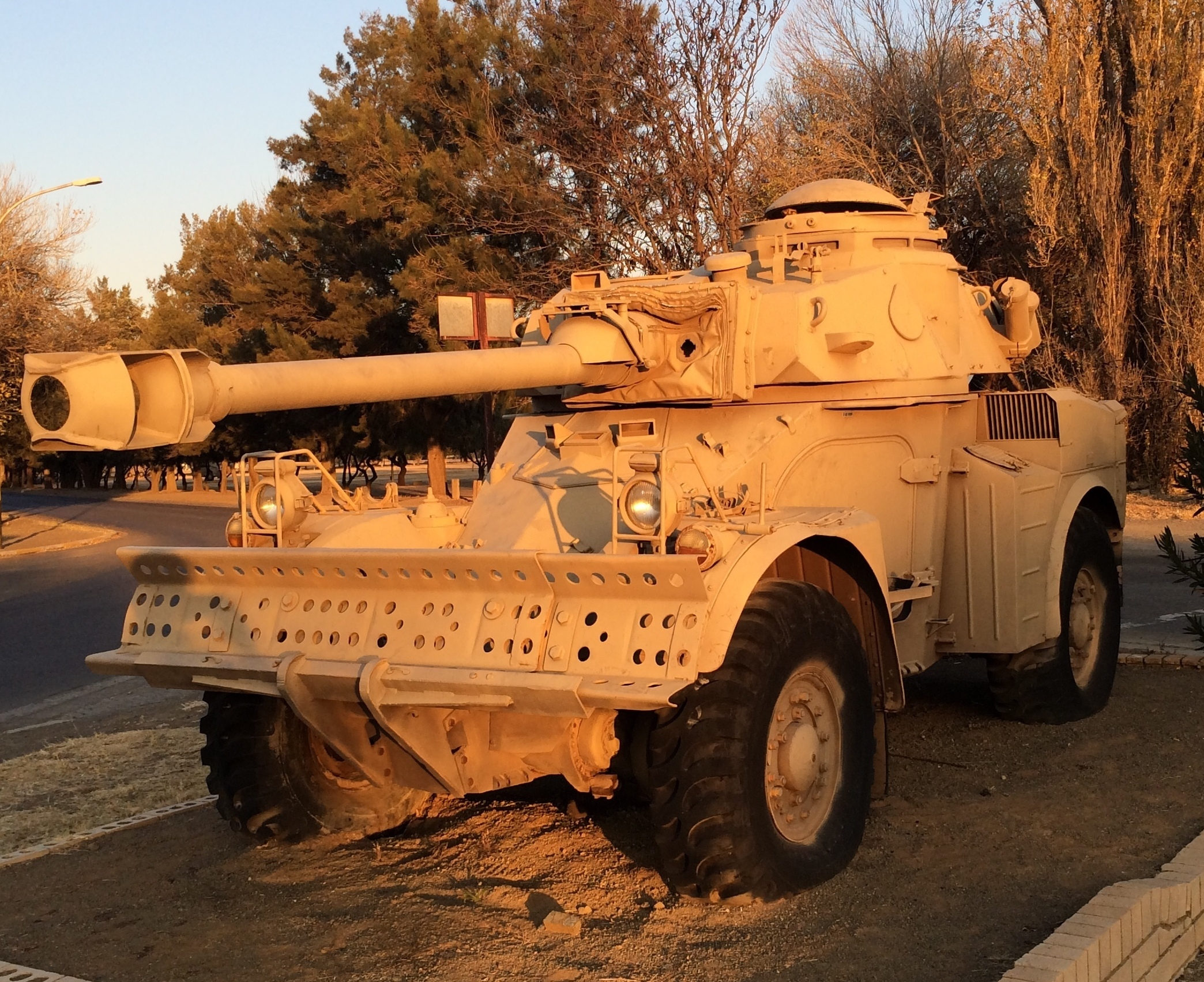
مصفحة إيلاند 90
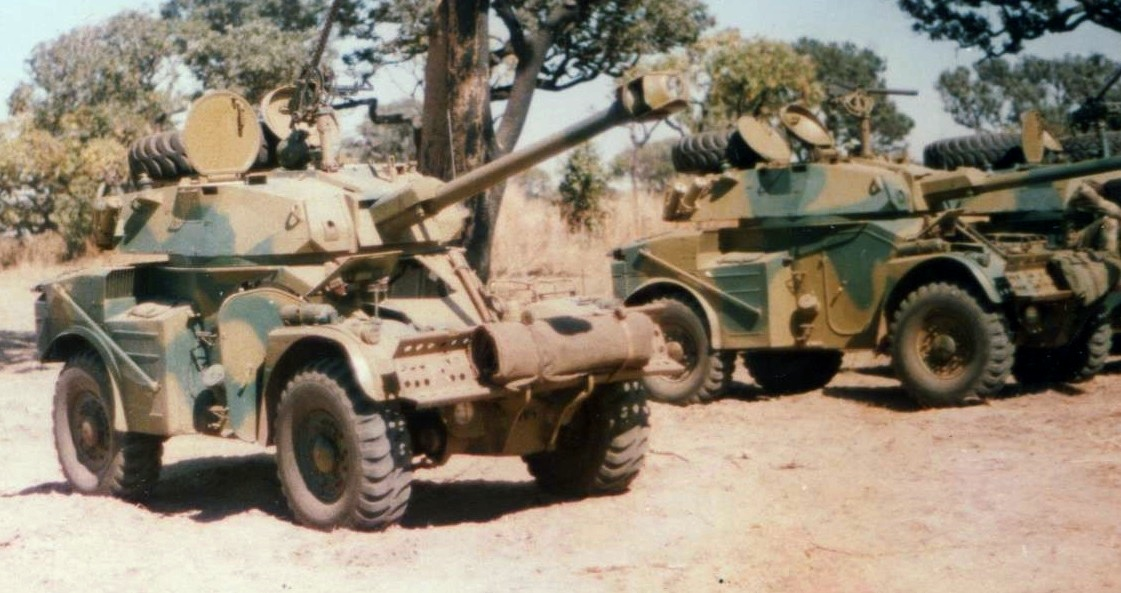
مصفحة إيلاند 90

## وصلات خارجية
- "العربات المصفحة في روديسيا"، تموز 2011 -  تاريخ المجتمع العسكري لجنوب أفريقيا (بالإنجليزية)